# Helen Cresswell
Helen Cresswell (* 11. Juli 1934 in Nottingham; † 26. September 2005 in Eakring, Nottinghamshire) war eine britische Bestseller-Autorin.

## Leben
Helen Cresswell besuchte die Nottingham Girls High School und später das King’s College London, wo sie englische Literatur studierte und 1955 mit dem Bachelor abschloss. Cresswell schrieb Bücher, seit sie sechs Jahre alt war und hatte im Laufe ihres Lebens über 120 Bücher veröffentlicht. Darunter „Lizzie Dripping“, „The Bagthorpe Saga“, „Moondial“ (verfilmt von der BBC, deutscher Titel „Minty und die Monduhr“), „The Piemakers“ und „The Bongleweed and Stonestruck“.